# Donja Pačetina
Donja Pačetina is een plaats in de gemeente Sveti Križ Začretje in de Kroatische provincie Krapina-Zagorje. De plaats telt 803 inwoners (2001).